# Локалита ле Пјане Цона Артиђанале (Витербо)
Локалита ле Пјане Цона Артиђанале је насеље у Италији у округу Витербо, региону Лацио.
Према процени из 2011. у насељу је живело 5 становника. Насеље се налази на надморској висини од 291 м.